# 家事代行サービス
家事代行サービスとは、家庭内労働者を派遣し、定期的又は一時的に利用者宅を訪問し、居宅内及び敷地内において、日常的な家事に関する業務（炊事、洗濯、掃除、買い物など）の代行又は補助を行うものである。家事代行は、共働き世帯や高齢者世帯などの増加や核家族化の進行、生活スタイルの変化などを受け徐々に利用が広がっている。日本規格協会（JSA）によると、事業者数は現在700社以上あり、毎年30社程度増えているという。

## 上場企業
全体で700社以上の事業者が存在するが、上場企業はダスキンとCaSyのわずか2社しか存在しない。ダスキンはフランチャイズビジネスによって顧客およびスタッフの獲得で拡大をしている。他方、CaSyはIT活用によって事業拡大を実現している。

## 家事支援外国人受入事業
家事支援外国人受入事業とは、女性の活躍促進や家事支援ニーズへの対応、中長期的な経済成長の観点から、国家戦略特別区域内において、フィリピンから家事支援活動を行う外国人を受け入れる事業である。対象となる国家戦略特区は東京都、神奈川県、千葉市、大阪府、兵庫県、愛知県となっている。
事業者等が家事支援活動を行う外国人を雇用契約に基づいて受け入れるもので、事業を行うには、国の関係機関と地方自治体で構成する第三者管理委員会から、特定機関として認定を受ける必要がある。2024年現在、各国家戦略特区内において認定を受けている事業者は以下である。
- 株式会社ダスキン
- 株式会社ベアーズ
- 株式会社ニチイ学館（サニーメイドサービス）
- 株式会社ポピンズ
- 株式会社パソナ
- 株式会社ピナイ・インターナショナル（ピナイ家事代行サービス）
- NPO法人れんげメディカルグループ

## 認証制度
全国家事代行サービス協会と日本規格協会による第3者認証サービスとして「家事代行サービス認証」が存在する。家事代行サービスの品質を評価し、公表することで利用者の効率的、合理的な事業者選択に役立つことを目指している。
2024年現在、家事代行サービス認証事業者は以下の通り。
- ミニメイド・サービス株式会社　ミニメイド東京本部直営店　ミニメイド関西支部直営店
- 株式会社ダスキン ダスキンメリーメイド全店
- 株式会社ミライド
- 株式会社ベアーズ　東京本社
- 株式会社IDENTITY
- ミッシェル・ホームサービス株式会社 本社
- 株式会社イプニー
- 株式会社神奈中商事　家事のお手伝い　かなスマイル
- 株式会社パソナ
- 株式会社ピナイ・インターナショナル
- 有限会社中央ケアーサポート
- ぽっかぽか株式会社